# Thinopteryx lorquini
Thinopteryx lorquini är en fjärilsart som beskrevs av Charles Oberthür 1911. Thinopteryx lorquini ingår i släktet Thinopteryx och familjen mätare. Inga underarter finns listade i Catalogue of Life.